# Hermann von Loewenich

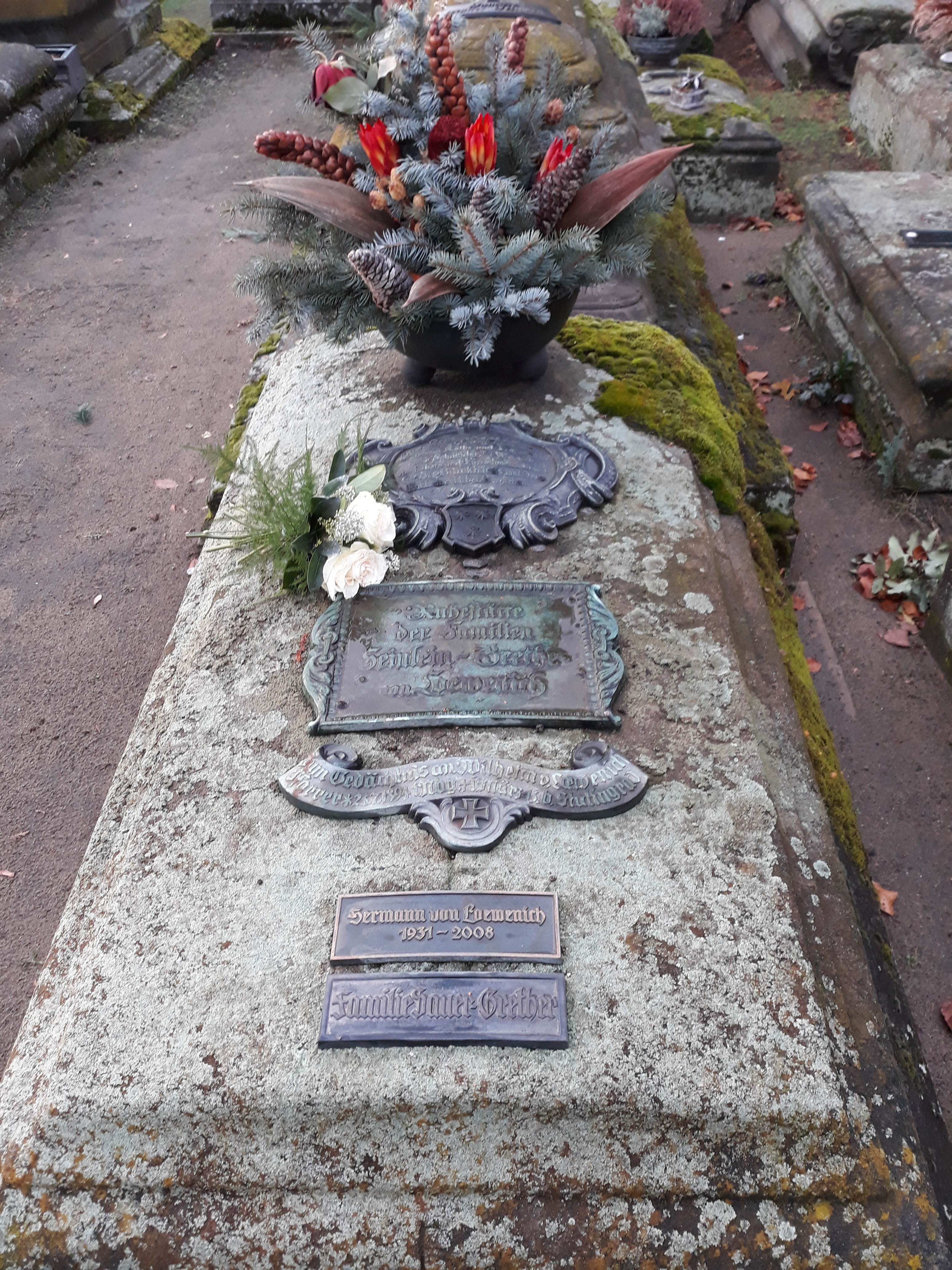
Das Grab von Hermann von Loewenich auf dem Johannisfriedhof Nürnberg.

Hermann von Loewenich (* 26. Oktober 1931 in Nürnberg; † 18. Dezember 2008 ebenda) war von 1994 bis 1999 Landesbischof der Evangelisch-Lutherischen Kirche in Bayern, der drittgrößten Kirche der Evangelischen Kirche in Deutschland (EKD).

## Leben
Hermann von Loewenich entstammte einem niederrheinischen Rittergeschlecht, das ab dem 17. Jahrhundert durch die Tuchproduktion zu neuem Ansehen gelangte. Sein Ururgroßvater Bartholomäus von Loewenich (1779–1830), Stammvater der fränkischen Linie der Familie, hatte 1811 eine Firmenfiliale für Rauchtabak in Erlangen begründet und bezog das später als Loewenichsches Palais betitelte Erlanger Haus, heute ein Kunstmuseum. Hermann von Loewenich war der Sohn eines Militärpfarrers, der in Stalingrad ums Leben kam. Er war Bruder des deutschen Staatssekretärs Gerhard von Loewenich, Neffe des Kirchenhistorikers Walther von Loewenich und Cousin ersten Grades des Neonatologen Volker von Loewenich.
Er studierte Theologie in Erlangen, Tübingen und Heidelberg. Nach seinem Studium wurde er Studieninspektor am Predigerseminar Nürnberg, 1962 Gemeindepfarrer in Nürnberg-St. Egidien. Sieben Jahre lang war von Loewenich gleichzeitig als Studentenpfarrer in Nürnberg tätig und trat 1969 als Dekan in Kulmbach seine erste Leitungsposition an, 1976 wurde er Dekan seiner Heimatstadt Nürnberg. Von 1985 bis 1994 war er Kreisdekan im Kirchenkreis Nürnberg.
Loewenich war als Mitbegründer des „Arbeitskreises Evangelische Erneuerung“ (1967) und als Sprecher des Arbeitskreises „Offene Kirche“ (1985) Vertreter eines fortschrittlichen Kurs der bayerischen Landeskirche und setzte sich z. B. für die Ordination von Frauen ein. Am 18. April 1994 wurde er zum Landesbischof gewählt. Schwerpunkte seiner Arbeit nannte er die Ökumene, sein Eintreten für die Gleichstellung von Frauen in der Kirche und sein Engagement für evangelisches Profil in Staat und Gesellschaft. Von Loewenich trat u. a. für eine humane Handhabung des Asylrechts ein und ging dabei mehrmals auf Konfrontationskurs mit der bayerischen Staatsregierung. Auch die Aufarbeitung der Geschichte der Landeskirche während des Nationalsozialismus trieb er wesentlich voran.
Hermann von Loewenich starb 2008 in Nürnberg. Er war verheiratet und hatte zwei Kinder.

## Ehrungen und Auszeichnungen
- 1996 Bayerischer Verdienstorden
- 1992 Bundesverdienstkreuz am Bande
- 1996 Bayerische Verfassungsmedaille
- 1997 Theologische Ehrendoktorwürde der kirchlichen Augustana-Hochschule Neuendettelsau
- 2001 Bürgermedaille der Stadt Nürnberg.

## Filme
- Axel Mölkner: Hermann von Loewenich – ein Lutheraner mit Ecken und Kanten; Dokumentation